# PHF21A
PHF21A‏ (PHD finger protein 21A) هوَ بروتين يُشَفر بواسطة جين PHF21A في الإنسان.